# Champion
 (транскр.  Чампион) амерички је бренд спортске одеће са седиштем у Винстон-Сејлему. Један је од највећих произвођача спортске одеће на свету.